# Atenery Hernández
Atenery Hernández, née le 10 décembre 1994, est une haltérophile espagnole.

## Palmarès

### Championnats d'Europe
- 2017 à Split
  -  Médaille d'argent à l'arraché en moins de 53 kg
  -  Médaille de bronze à l'épaulé-jeté en moins de 53 kg
  -  Médaille d'argent au total en moins de 53 kg
- 2015 à Tbilissi
  -  Médaille d'argent à l'arraché en moins de 53 kg

### Jeux méditerranéens
- 2022 à Oran
  -  Médaille d'argent à l'arraché en moins de 49 kg
  -  Médaille d'argent à l'épaulé-jeté en moins de 49 kg
- 2018 à Tarragone
  -  Médaille d'argent à l'arraché en moins de 53 kg